# Mitsuhashi Takajo

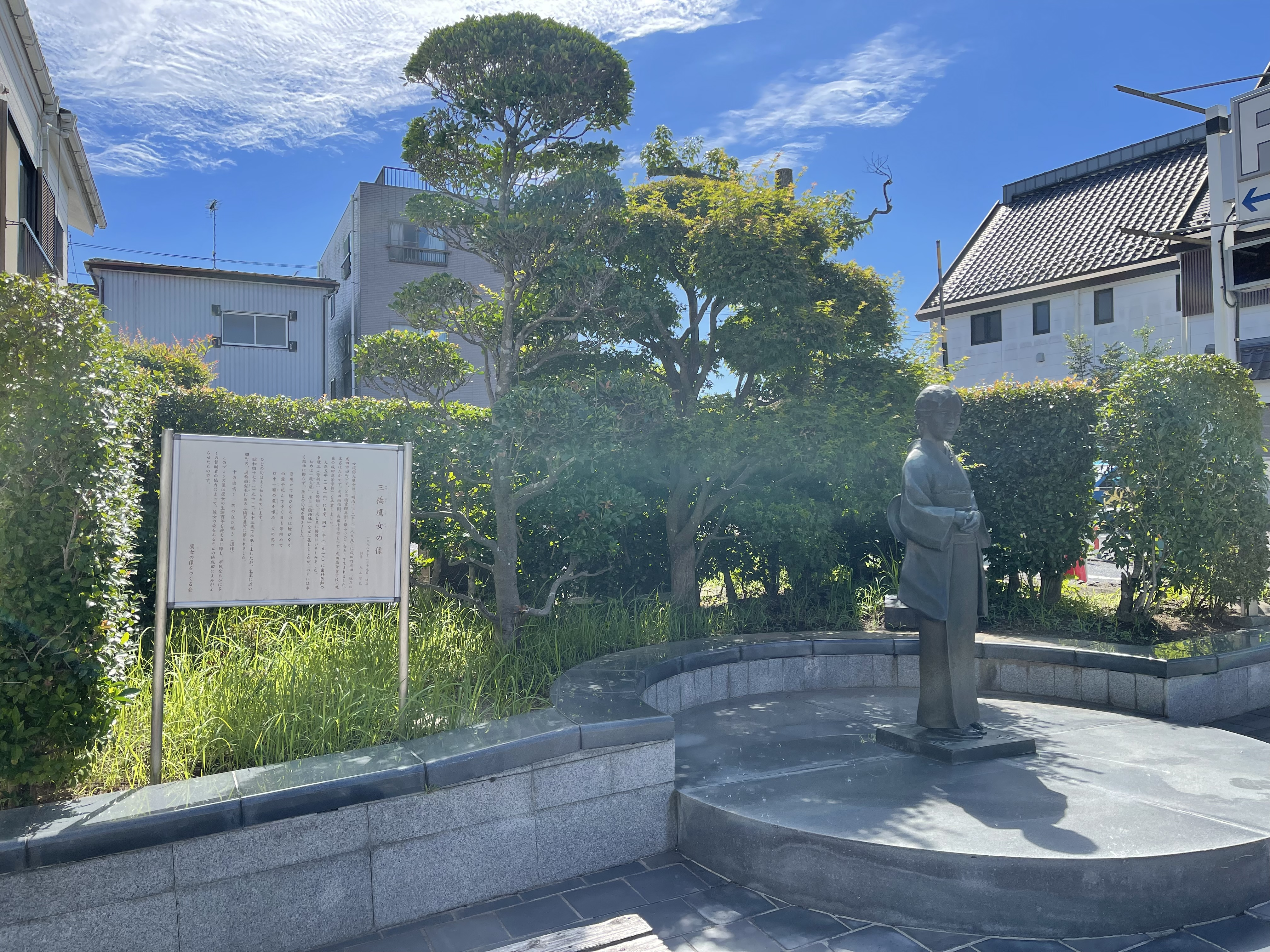
Statue von Mitsuhashi Takajo

Mitsuhashi Takajo (jap. 三橋 鷹女; * 24. Januar 1899 in Narita; † 7. April 1972), eigentlich Mitsuhashi Taka (三橋 たか), war eine japanische Haiku-Dichterin der Shōwa-Zeit.

## Leben
Mitsuhashi Takajo wurde am 24. Januar 1899 in Tamachi, Narita als Matsuhashi Taka (三橋 たか) geboren, genannt wurde sie jedoch Takako (たか子).
Nachdem sie 1916 die Mädchenoberschule in Narita (heute Narita-Oberschule) beendet hatte, ging sie ins nahe Tōkyō und wohnte dort vorübergehend bei ihrem älteren Bruder Keijirō (慶次郎). Durch die Bewunderung gegenüber dessen Privatlehrern, Yosano Akiko und Wakayama Bokusui, widmete sie sich der Dichtkunst.
1922 heiratete sie den Zahnarzt Higashi Kenzō (東 謙三). Unter dessen Einfluss wendete sie sich der Haiku-Dichtung zu und arbeitete bei der von Hara Sekitei herausgegebenen Zeitschrift Kabiya (鹿火屋, wörtlich: „Rehfeuerhütte“; gemeint ist die Hütte eines Ackerwächters, der in der Nacht ein Feuer entzündet, um Rehe zu vertreiben, die sonst die auf dem Acker wachsenden Nutzpflanzen zerstören könnten).
1934 wechselte sie zu der von Ono Bushi herausgegebenen Zeitschrift Keitōjin (鶏頭陣, dt. „Die Hahnenkammstellung“) und nannte sich fortan Higashi Takajo (東 鷹女).
Als 1942 ihr Bruder infolge einer Krankheit verstarb, fiel ihr das Erbrecht der Familie Mitsuhashi zu.
1953 beteiligte sie sich an der Zeitschrift Bara (薔薇, dt. „Rose“).
Nach dem Ende des Zweiten Weltkrieges war Mitsuhashi Takajo gemeinsam mit Hoshino Tatsuko, Nakamura Teijo und Hashimoto Takako als die „vier T“ der modernen Frauen-Haiku-Dichtung, die sie mit diesen gemeinsam begründete, bezeichnet worden.

## Haiku-Sammlungen
- Himawari (向日葵, dt. „Sonnenblumen“), 1940.
- Hakkotsu (白骨, dt. „Weißgebleichte Knochen“), 1952.
- Shida-jigoku (歯朶地獄, dt. „Hölle von Farnkraut“), 1961.
- Buna (ぶな, dt. „Buche“), 1970.